# لاكفا سيم
لاكفا سيم (بالمنغولية: Дугарбаатарын Лхагва) مواليد 10 مارس 1972 في أولان باتور، هو ملاكم منغولي بدأ مسيرته الاحترافية سنة 1995.

## إحصائيات
خاض خلال مسيرته 26 نزالا، فاز في 21 وتعادل في 1 وخسر في 4. فاز بالضربة القاضية في 18 نزالا.

## روابط خارجية
- لاكفا سيم على موقع بوكس ريك (الإنجليزية) (registration required)